# 2013 LD16
2013 LD16, também escrito como 2013 LD16, é um corpo celeste que é classificado como um damocloide. O mesmo possui uma magnitude absoluta de 16,1 e tem um diâmetro com cerca de 3 km.

## Descoberta
2013 LD16 foi descoberto no dia 6 de junho de 2013 através do Mt. Lemmon Survey.

## Órbita
A órbita de 2013 LD16 tem uma excentricidade de 0,968 e possui um semieixo maior de 79,920 UA. O seu periélio leva o mesmo a uma distância de 2,545 UA em relação ao Sol e seu afélio a 157,296 UA.